# 坂内村立坂内小学校川上分校
坂内村立坂内小学校川上分校（さかうちそんりつ　さかうちしょうがっこう　かわかみぶんこう）は、かつて岐阜県揖斐郡坂内村（現・揖斐川町）に存在した公立小学校の分校。

## 概要
- 坂内小学校の分校であり、坂内村西部の坂内川（揖斐川支流）最上流にある川上地区が校区であった。末期の数年は冬季分校であった。
- 校舎は取り壊され、跡地は高齢者若者ふれあいの館となっている。

## 沿革
- 1873年（明治6年） - 川上村に訓迪義校が開校。後に川上簡易科小学校に改称。
- 1897年（明治30年）4月1日 - 広瀬村、坂本村、川上村が合併し、坂内村が発足。
- 1898年（明治31年） - 坂内村の3校が統合され、坂本尋常小学校となる。
- 1901年（明治34年） - 旧・川上簡易科小学校の校舎を使用して、坂本尋常小学校川上分教場を設置[1]。
- 1939年（昭和14年） - 雪崩により校舎が全壊[1]。
- 1940年（昭和15年） - 校舎を新築する[1]。
- 1941年（昭和16年）4月1日 - 坂本国民学校川上分教場に改称する。
- 1944年（昭和19年） - 校舎を焼失する[1]。
- 1947年（昭和22年） - 坂内村立坂内小学校川上分校に改称する。坂内中学校川上分校を併設する。校舎を再建する[1]。
- 1957年（昭和32年） - 坂内中学校川上分校を廃止。川上分校は小学校のみの分校となる。
- 1961年（昭和36年） - 校舎を新築する[1]。
- 1971年（昭和46年） - 児童数減少により、複式学級となる。
- 1983年（昭和58年） - 冬季分校となり、坂内小学校川上冬季分校に改称する[1]。
- 1988年（昭和63年） - 休校[1]。
- 1990年（平成2年） - 廃校。